# Willie Bell
William John "Willie" Bell, född 3 september 1937 i Johnstone i Renfrewshire, Skottland, död 21 mars 2023, var en brittisk (skotsk) professionell fotbollsspelare och manager. 
Bell började sin fotbollskarriär som vänsterback i Queen's Park men blev mest känd i Leeds United under lagets storhetstid i början och mitten av 1960-talet. Han spelade där totalt 260 matcher och gjorde 18 mål, varav 204 ligamatcher och 15 mål, under 8 år i klubben. Han spelade därefter i Leicester City och Brighton & Hove Albion innan han fortsatte som manager i Birmingham City,  Lincoln City och Liberty University.
Han har representerat Skottland i två landskamper.